# Государственное устройство Бенина
Политика Бенина осуществляется в рамках президентской представительной демократической республики, в которой президент Бенина является одновременно главой государства, главой правительства, и главой многопартийной системы. Исполнительная власть осуществляется правительством. Законодательная власть принадлежит как правительству, так и законодательному органу. Судебная власть независима от исполнительной и законодательной власти. Нынешняя политическая система основана на Конституции Бенина 1990 года и последующем переходе к демократии в 1991 году. В 2019 году Economist Intelligence Unit оценил Бенин как «гибридный режим».

## Развитие политической системы

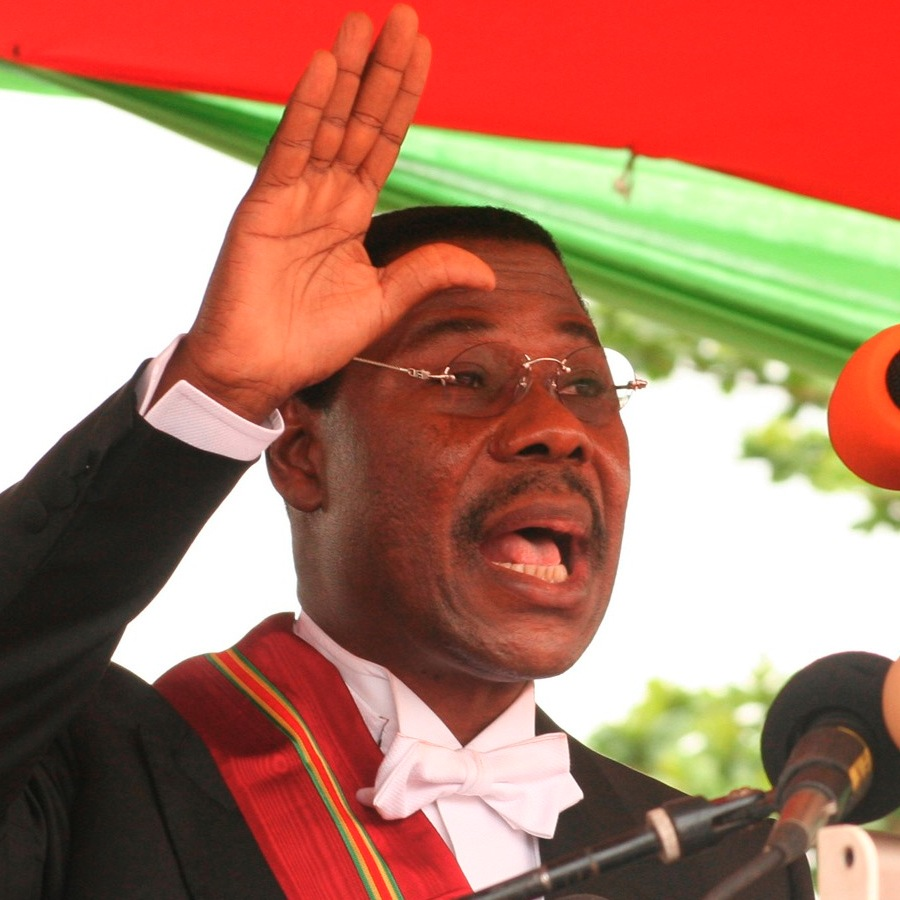
Президент Бенина с 2006 по 2016 год, Яйи Бони

С XVII века и до колониального периода королевством Дагомея (границы которого охватывали больше, чем современный Бенин) управлял «Оба». Бенин был колонией Франции с 1892 по 1960 год, когда была окончательно достигнута независимость. В период с 1960 по 1972 год в Бенине (известном до 1975 года как Республика Дагомея) произошла серия военных переворотов, в результате которых сменилось множество правительств. Последний из них привел к власти майора Матьё Кереку, который возглавил режим, придерживающийся строгими марксистско-ленинскими принципами. Революционная партия народа Бенина (РПНБ) оставалась у полной власти до начала 1990-х годов. Кереку, поощряемый Францией и другими демократическими державами, созвал Национальную конференцию, которая ввела новую демократическую конституцию и провела президентские и законодательные выборы. Главным оппонентом Кереку на президентских выборах, а в конечном итоге и победителем, был премьер-министр Нисефор Согло. Сторонники Согло также получили большинство в Национальном собрании.
Таким образом, Бенин стал первой африканской страной, успешно завершившей переход от диктатуры к плюралистической политической системе. Во втором туре выборов в Национальное собрание, состоявшемся в марте 1995 года, политическая машина Согло, Партия возрождения Бенина, была крупнейшей отдельной партией, но не имела общего большинства. Успех партии, созданной сторонниками экс-президента Кереку, который официально отошел от активной политической деятельности, побудил его успешно выступить на президентских выборах 1996 и 2001 годов.

## Конституция
Отчасти из-за распада Советского Союза и вызванного этим отсутствием донорской финансовой со стороны сверхдержавы, а также экономическим кризисом внутри страны, Бенин в 1990 году принял новую конституцию с целью открытия и либерализации политической системы и экономики. Ее главные цели — закрепить в законе подотчётность, прозрачность, свободу религии, свободу прессы, разделение правительственных властей, право на протест, всеобщее избирательное право (с 18 лет) и независимость судебной системы.
Эти события привели к экономическому росту в Бенине, но некоторые из смелых идеалов конституции еще не полностью реализованы. Отсутствие подотчётности и прозрачности, неспособность отделить судебную власть от политической системы и высокий уровень неграмотности являются основными камнями преткновения. Кроме того, государственные служащие плохо оплачиваются, что делает их восприимчивыми к взяточничеству и коррупции. Существуют нерешенные проблемы со многими законами, принятыми до конституции, и которые противоречат ей. Многие из старых законов основаны на французских правовых нормах, поскольку Франция была бывшей колониальной державой. Критики также жалуются, что в конституции не упоминается право на достаточный уровень жизни.
С момента написания конституция была переведена на восемь национальных языков Бенина. Передачи местных радиостанций, как в городах, так и в сельской местности, пропагандировали конституцию по всей стране.

## Исполнительная власть
| Должность | Имя          | Партия      | На посту с         |
| --------- | ------------ | ----------- | ------------------ |
| Президент | Патрис Талон | Независимый | 6 апреля 2016 года |

Президент Бенина избирается на пятилетний срок. Один человек может занимать должность только два срока, как подряд, так и раздельно. Выборы проводятся абсолютным большинством голосов, при необходимости после второго тура.
Кандидаты должны быть:
- Бенинец по рождению или имеющий бенинское гражданство в течение 10 лет
- В возрасте от 40 до 70 лет на дату выдвижения своей кандидатуры
- Проживающий в Бенине во время выборов
- Признанный психически и физически здоровым тремя врачами

В 2006 году Матьё Кереку по конституции не имел права баллотироваться на переизбрание, поскольку он уже отработал два срока и был старше 70 лет. Несмотря на спекуляции, это решение не было изменено, и он ушел в отставку после избрания его преемника, Яйи Бони.
Кабинет министров находится в подчинении президента и служит для консультирования и выработки стратегий. Он также поддерживает связь с министерствами и другими правительственными учреждениями. На сайте правительства Бенина есть полный список и фотографии министров.

## Законодательная власть
Национальная Ассамблея (парламент) — основной законодательный орган страны. Депутаты избираются каждые четыре года, в отличие от пятилетнего срока полномочий президента. Имеется 83 свободных места. Ассамблея осуществляет законодательную власть и надзор за деятельностью правительства. Военнослужащим не разрешается баллотироваться, если они не уйдут в отставку со своей военной должности.

## Выборы и политические партии
Во время президентских выборов 2001 года предполагаемые нарушения привели к бойкоту второго тура выборов основными оппозиционными кандидатами. По итогам первого тура президентских выборов четыре кандидата заняли первые места: Матье Кереку (действующий президент) — 45,4%, Нисефор Согло (бывший президент) — 27,1%, Адриен Унгбеджи (спикер Национальной Ассамблеи) — 12,6% и Бруно Амуссу (государственный министр) — 8,6%. Второй тур голосования, первоначально назначенный на 18 марта 2001 года, был отложен на несколько дней, так как Согло и Унгбеджи сняли свои кандидатуры, заявив о фальсификации выборов. В результате Кереку пришлось баллотироваться против своего собственного государственного министра Амуссу в так называемом «дружеском матче». Следующие президентские выборы состоялись в марте 2006 года; поскольку Кереку и Согло по конституции не могли баллотироваться, был избран политический новичок Яйи Бони, победивший Унгбеджи во втором туре голосования. Яйи Бони и его парламентские союзники также победили на выборах 2011 года.
Патрис Талон баллотировался в качестве независимого кандидата на президентских выборах в марте 2016 года. Хотя в первом туре голосования он занял второе место, уступив премьер-министру Лионелю Зинсу из партии Силы каури за возрождающийся Бенин, во втором туре он победил, набрав 65% голосов. Талон заявил, что «в первую очередь займется конституционной реформой», обсуждая свой план ограничить срок полномочий президентов одним пятилетним сроком, чтобы бороться с «самодовольностью». Он также сказал, что планирует сократить численность правительства с 28 до 16 членов. Он был приведен к присяге 6 апреля 2016 года. Состав его правительства был объявлен позднее в тот же день.

## Судебная власть
Конституционный суд позволяет частным гражданам оспаривать действия правительства. Это особенно часто используется в случаях дискриминации на рабочем месте. Верховный суд обладает высшей юрисдикцией по правовым вопросам. Он призван сдерживать исполнительную власть, а также выполняет консультативную функцию. Высокий суд, в состав которого не может входить президент, состоит из членов Конституционного суда, парламента и председателя Верховного суда. Только он может судить президента.

### Управление аудиовизуальными средствами и коммуникациими
Это учреждение гарантирует свободу прессы и доступ к средствам массовой информации. В его обязанности также входит обеспечение доступа всех граждан к официальной информации.